# Międzysargi
Międzysargi (lit. Mendzisargiai) − wieś na Litwie, w okręgu wileńskim, w rejonie solecznickim, 3 km na południe od Dziewieniszek, zamieszkana przez 3 ludzi.